# Klaus Wyrtki
Klaus Wyrtki, né le 7 février 1925 à Tarnowskie Góry (Haute-Silésie, aujourd'hui en Pologne) et mort le 5 février 2013 à Honolulu (Hawaï), est un océanographe américain d'origine polonaise.

## Biographie
Étudiant de l'université de Marburg de 1945 à 1948, il obtient un doctorat de l'université de Kiel en 1950. Il enseigne à l'Institut d'océanographie Scripps de La Jolla, en Californie, jusqu'en 1964, puis passe au département d'océanographie de l'université d'Hawaï.
Pendant sa carrière, il travaille notamment sur la compréhension et les prévisions du phénomène El Niño, ainsi que sur la circulation thermohaline. Il met en place un réseau de marégraphes et découvre le courant océanique qui porte son nom.
En 2004, il reçoit la médaille Alexander-Agassiz, décernée par l' Académie nationale des sciences, pour sa «contribution fondamentale à la compréhension de la circulation océanique générale des eaux abyssales et thermoclines, et pour avoir apporté des outils intellectuels à notre compréhension de l'ENSO» (El Niño-Southern Oscillation).